# Tarasa corrugata
Tarasa corrugata är en malvaväxtart som beskrevs av Antonio Krapovickas. Tarasa corrugata ingår i släktet Tarasa och familjen malvaväxter. Inga underarter finns listade i Catalogue of Life.